# Gorzków (Kazimierza)
Pour les articles homonymes, voir Gorzków.
Gorzków est une localité polonaise de la gmina de Kazimierza Wielka, située dans le powiat de Kazimierza en voïvodie de Sainte-Croix.